# Miguel Torres (Weingut)
Miguel Torres ist ein Herstellungs- und Handelsunternehmen für Wein und Brandy mit Hauptsitz in Barcelona, der Hauptstadt Kataloniens in Spanien.
Gegründet wurde das Unternehmen im Jahr 1870 in Barcelona von Jaime Torres Vendrell als zunächst eher kleines Weingut, das schon bald expandierte, in den internationalen Handel einstieg und mittlerweile weltweit fünf Standorte aufweist. Den heutigen Firmennamen trägt das Unternehmen nach Miguel Torres Carbó, der entscheidend zum Unternehmenswachstum im 20. Jahrhundert beitrug.

## Weine

Eine Flasche des prämierten Torres Rosé „De Casta“ aus dem Jahr 2006

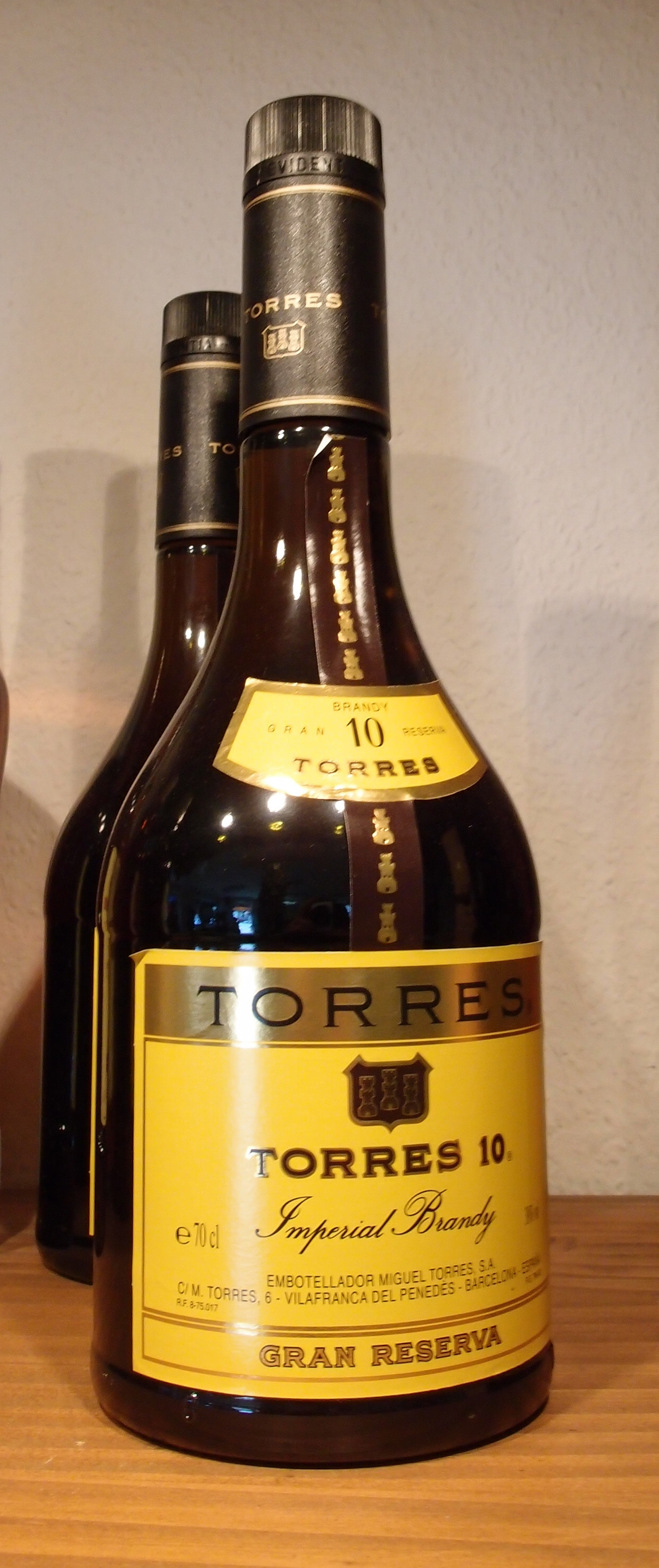
Brandy Torres 10

Das Portfolio des Weinguts Torres umfasst Rotwein, Weißwein, Roséwein, Sekt und Aperitifs.
Anbaugebiete sind:
- In Spanien (→ Weinbau in Spanien):
  - Catalunya, Conca de Barberà, Penedès, Priorat und Ribera del Duero
- In den USA (→ Weinbau in den Vereinigten Staaten):
  - Russian River Valley AVA und Sonoma Coast AVA
- In Chile (→ Weinbau in Chile):
  - Valle Central und Valle de Curicó

Weit verbreitet in spanischen und auch in deutschen Supermärkten ist der Rotwein Sangre de Toro (65 % Grenache, 35 % Carignan) und der Weißwein Viña Sol (Parellada).

## Brandys
International vertriebene Brandys (Stand: Juli 2011):
- Jaime I
- Honorable
- Torres 5, Torres 10, Torres 20
- Fontenac

## Standorte
- Spanien (sowohl Katalonien als auch Kastilien) (seit 1800)
- Chile (seit 1979)
- USA (seit 1983)
- Schweden
- China

## Auszeichnungen
- 2000 „Most Important Winery“ – Wine Spectator Award
- 2000 „Winery of the Year“ – Guía de Vinos
- 2004 „Premio Príncipe Felipe“
- 2006 „Best European Winery of the Year“ – Wine Enthusiast Magazine